# Leipter Sulci
I Leipter Sulci sono una struttura geologica della superficie di Tritone.